# Phabricator
Phabricator — набор взаимоинтегрированных веб-инструментов для совместной эффективной разработки программного обеспечения. Изначально был разработан как внутренний инструмент для Facebook. Главным разработчиком программного обеспечения является программист Эван Пристли. Пристли покинул Facebook, чтобы продолжить развитие Phabricator в новой компании с названием Phacility. Phabricator является свободным программным обеспечением с лицензией Apache v2.

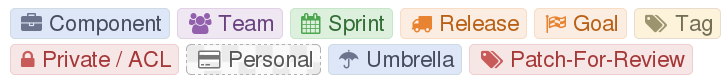
Метки, используемые в ПО.

29 мая 2021 года, Phacility анонсировала своё закрытие и полное прекращение разработки и поддержки Phabricator, начиная с 1 июня 2021. Позже, сообществом было создано ответвление под названием Phorge, а также 7 сентября 2022 был анонсирован его стабильный выпуск.

## Использование
В число организаций, использующих Phabricator, входят:
- Facebook[9]
- FreeBSD[10]
- Khan Academy[11]
- Mozilla Foundation[12]
- Quora[13]
- Solus[14]
- Wikimedia Foundation

- KDE